# تاريخ وسائط التخزين المدمجة

من ضمن أقراص التخزين الضوئي هو ال CD ( compact disc) احد اقدم أنواع الأقراص الضوئية و يوجد منه مساحة تخزين 650 MB و 700 MB و 750 MB و هناك كذلك DVD (Digital versatile Disc ) يشبه ال CD في الشكل لكن اكبر منه في سعة التخزين حيث سعة تخزينه تكون 4.7GB  أو 17 GB.
بالرغم من أن الأبحاث بتخزين البيانات بالأقراص المدمجة كانت مستمرة منذ عدة عقود، فإن أول نظام نزل السوق كان نظام CD-ROM وتعني قرص مضغوط -ذاكرة القراءة فقط, كشف عنه عام 1982 وأصبح مهيأ كمخزن للمعلومات بصيغة CD-ROM سي دي روم مع نزول الكتاب الأصفر (المخصص فقط لتلك الصيغ) عام 1985, وأعيد تهيئته لأنه أصبح وسيلة تقنية قديمة نوعاً ما للتخزين المدمج فنزلت السوق عام 1988 صيغ أخرى مثل:
- سي دي آر (CD-R): وتعني قرص مضغوط - كتابة مرة واحدة وقراءة متعددة.[2][3][4]
- سي دي آر دبليو (CD-RW): وتعني قرص مضغوط - تسجيل متعدد

القرص المضغوط لايزال بحكم الواقع هو المقياس للتسجيلات الصوتية، وحل الدي في دي DVD محله بشكل قوي بتسجيل الوسائط المتعددة والأقراص المدمجة. ومعنى الدي في دي Digital Video Disc أو Digital Versatile Disc وهو الوريث للسي دي بسوق تخزين البيانات. وفي الآونة الأخيرة بدأ استخدام الجيل التالي من الأقراص (أقراص البلو راي) بالانتشار، يرجع السبب في ذلك بالدرجة الأولى لاستخدامه في تخزين الأفلام عالية التعريف الكامل Full HD بالإضافة إلى جميع ألعاب بلاي ستيشن 3، إلا أن هذا النوع من الأقراص لم يصل بعد كي يكون خليفة الجيلين السابقين بشكل كامل لأجل تكلفته العالية وسعته خاصة فهي تتجاوز سعات السي دي والدي في دي بشكل كبير (بحيث 9.4 جيجا للدي في دي في طبقتين مقابل 25 جيجا للبلو راي من نفس النوع).